# Massen

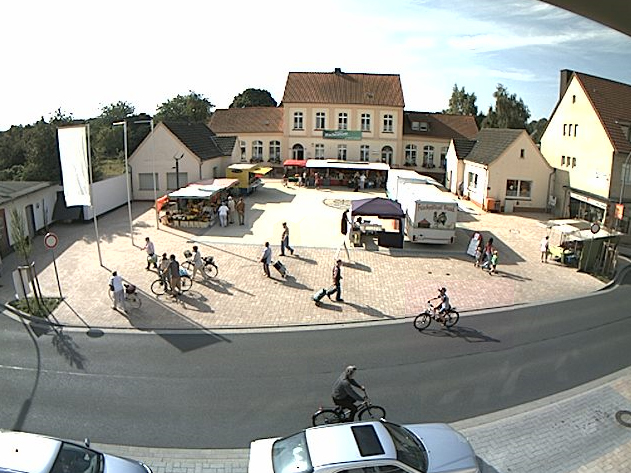
Der Wochenmarkt auf dem Gemeindeplatz

Massen ist eine Ortschaft der Kreisstadt Unna. Sie liegt im Westen von Unna, östlich der Stadtgrenze zu Dortmund an der Schnittstelle der westfälischen Regionen Ruhrgebiet, Sauerland und Münsterland. Der Ortsname kann etymologisch vom Wort Wasser abgeleitet werden.
Massen hatte am 31. Dezember 2022 12.571 Einwohner.

## Stadtteilgliederung

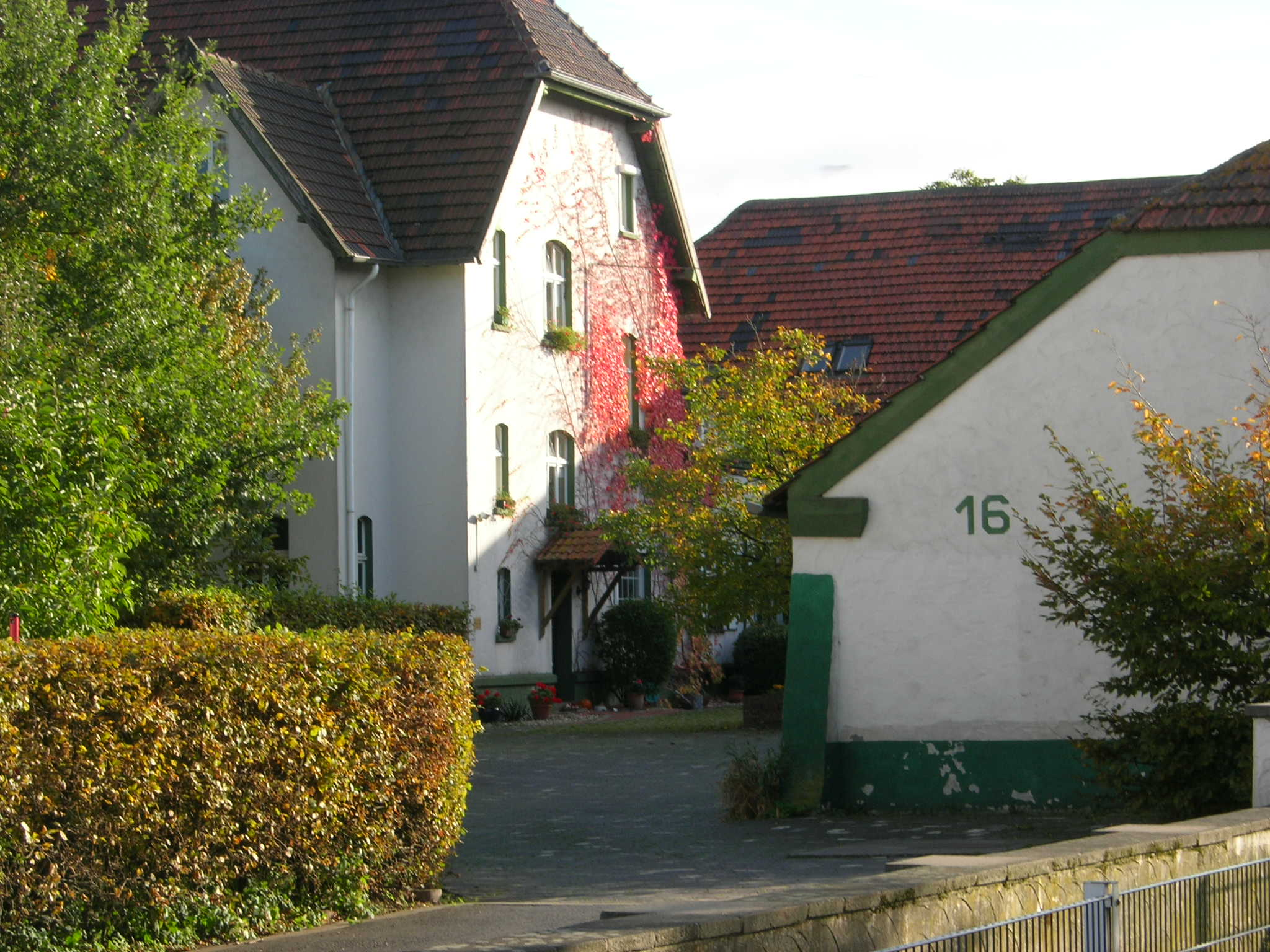
Bauernhaus in Massen

Massen ist in vier Teile gegliedert:
Nördlich des eigentlichen Hauptsiedlungskern Massens liegt die Siedlung Massen-Nord – unterteilt in die Landesstelle Unna-Massen und die Buderuskolonie (von den Anwohnern auch liebevoll „Korsika“ genannt). Hier befinden sich die Wohnhäuser der ehemaligen Zeche Massen.
Niedermassen, das am Hellweg liegt, und Obermassen, das an der Kleistraße liegt, bilden den Hauptsiedlungskern Massens. Diese Gegend wird durch bürgerliche Wohnsiedlungen mit Einfamilien- und Reihenhäusern sowie kleineren Mehrfamilienhäusern geprägt. Obermassen liegt in der Einflugschneise des Flughafens Dortmund und wird vom Fluglärm beeinträchtigt. Die Lärmüberwachungsanlage Karlstraße weist oftmals Lärmpegelstände von über 80 dB(A) auf.
Der südlichste und ländlichste Teil von Massen ist die Massener Heide. Dieses Gebiet gehört zu den bevorzugten Wohnlagen Unnas. Hier dominieren großzügige Einfamilienhäuser und Landhäuser.

## Geographie
Massen hat eine Fläche von 9,107 km². Der tiefste Punkt Massens liegt in Niedermassen am Massener Bach bei 63 m über NN, der höchste in der Massener Heide bei 125 m über NN und die Ortsmitte bei 70 m über NN. Zudem ist in Massen ein Berg vorhanden, welcher Stuckenberg heißt, der 118 m über NN und in der Massener Heide liegt. Die Gesamtlänge des Massener Bachs, der von Süden nach Norden verläuft, beträgt 6,8 km.

## Geschichte
Massen wird erstmals in der angeblich aus dem Jahre 1186 stammenden Wedinghauser Urkunde erwähnt. Im 13. Jahrhundert gab es schon die Zweiteilung der Siedlung Massen, während „Superius Massen“ (Obermassen) im Güterverzeichnis des Grafen Ludwig von Arnsberg vorkommt, findet sich „Nederen Massen“ (Niedermassen) in einem Lehnbuch derer von Volmestein. 1321 belehnte Theoderich Graf zu Limburg den Theoderich (Dietrich) von Rodenberg (1295–1339) mit 37 Morgen zwischen Unna und Massen und dem Haus Massen. Die Besitzer des Hauses Massen waren Gerichtsherren über Obermassen bis an den Hillering (Straße in Unna). Zum Haus gehörten auch zwei Mühlen, die Rodenberger (Romberger) Mühle und die Niesingsmühle. Im 19. Jahrhundert gelangte das Haus Massen in den Besitz derer von Rüxleben, die das Gut nach 1930 parzelliert und verkauft haben. Zu dem Haus Massen gibt es auch eine Sage: „Die weiße Frau von Haus Massen“.
Niedermassen bekam 1902 die Genehmigung zu einem „Haltepunkt für Personenverkehr und Milchbeförderung“ an der Westfälischen Emschertalbahn mit dem Stationsnamen „Massen“, aber erst nachdem sich die Gemeinde zur Übernahme der Kosten und zur Abtretung der erforderlichen Grundstücke verpflichtet hatte.
Die Gemeinde Massen wurde am 1. April 1911 durch den Zusammenschluss der bisherigen Gemeinden Niedermassen und Obermassen gebildet. Im Jahr 1849 hatten Niedermassen 579 und Obermassen 458 Einwohner.
Am 1. Dezember 1910 waren die Einwohnerzahlen für Niedermassen 3167 und für Obermassen 2059.
Am 1. Januar 1968 wurde Massen nach Unna eingemeindet.
Nachdem das Durchgangslager für Flüchtlinge, Vertriebene und Spätaussiedler 1951 von Siegen nach Massen als Landesstelle Unna-Massen verlegt worden war (eine der größten Aufnahmestellen im Bundesgebiet), wurde Massen angesichts der hohen Zahlen an Flüchtlingen aus der Deutschen Demokratischen Republik erstmals Anfang der 1960er und erneut Ende der 1980er Jahre über die Landesgrenzen hinaus bekannt.

### Wappen
| Wappen der ehemaligen Gemeinde Massen, Kreis Unna | Blasonierung: „In Gold (Gelb) über einem dreireihig von Rot und Silber (Weiß) geschachten erhöhten Schildfuß, ein schwarzes Wassermühlenrad.“ |
| Wappen der ehemaligen Gemeinde Massen, Kreis Unna | Wappenbegründung: Das Wappen wurde 1939 vom Oberpräsidenten der Provinz Westfalen genehmigt. Der geschachte Schildfuß entstammt dem Wappen der Grafen von der Mark, früherer Landesherren über das Gemeindegebiet. Das Mühlrad erinnert an Haus Massen und seine beiden Wassermühlen. |

## Einwohnerzahlen

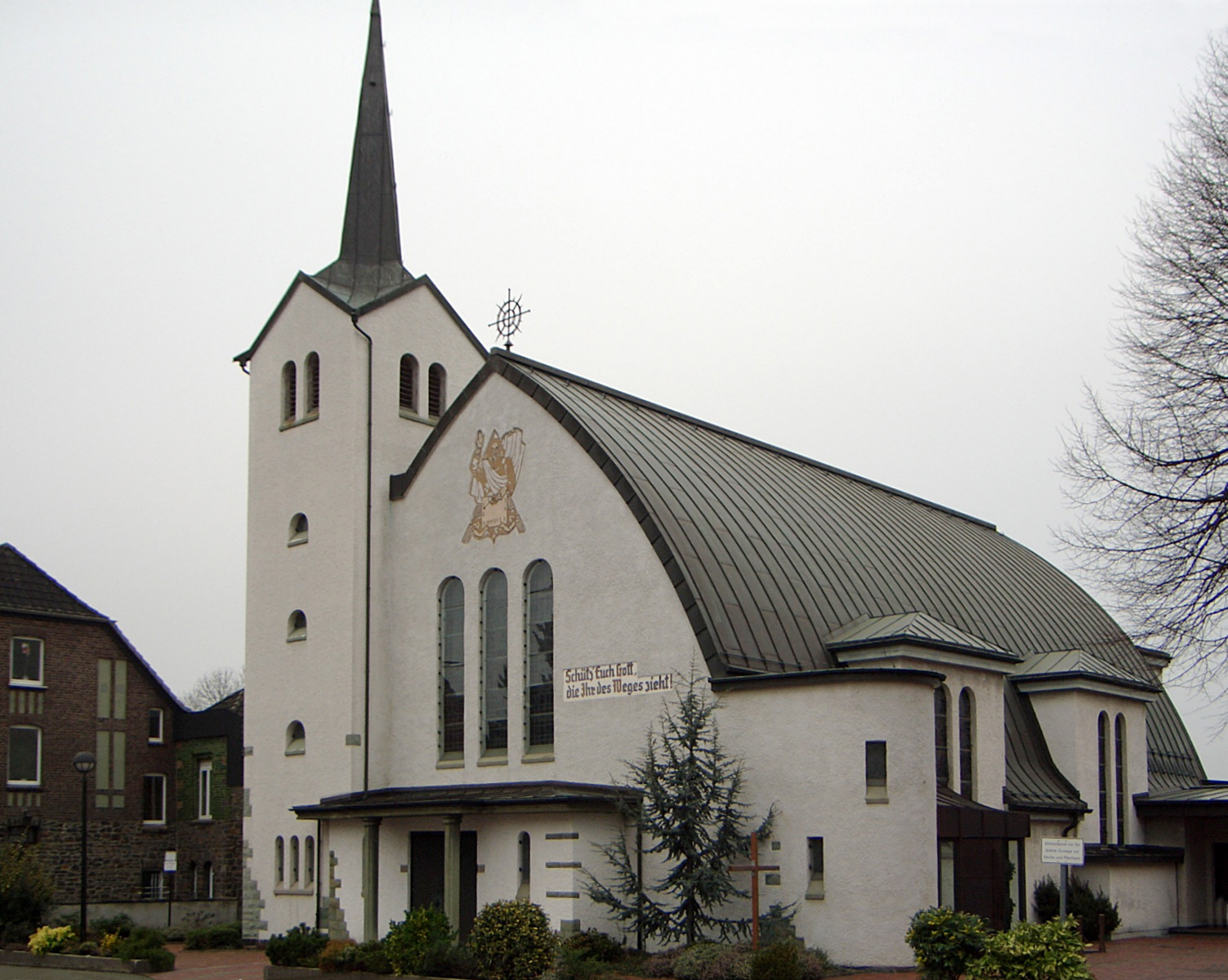
St.-Marien-Kirche Massen

| Jahr | Einwohner |
| ---- | --------- |
| 1800 | 0.522     |
| 1839 | 0.882     |
| 1849 | 1.037     |
| 1867 | 1.480     |
| 1875 | 1.842     |
| 1900 | 4.369     |
| 1910 | 5.226     |
| 1920 | 5.256     |
| 1925 | 5.934     |
| 1931 | 5.632     |
| 1939 | 5.512     |
| 1945 | 6.603     |

| Jahr | Einwohner |
| ---- | --------- |
| 1950 | 07.101    |
| 1956 | 08.013    |
| 1961 | 10.731    |
| 1964 | 08.502    |
| 1967 | 09.629    |
| 1987 | 11.136    |
| 1992 | 11.286    |
| 1993 | 11.313    |
| 1994 | 11.392    |
| 1995 | 11.563    |
| 1996 | 12.008    |
| 1997 | 11.755    |

| Jahr | Einwohner |
| ---- | --------- |
| 1998 | 11.866    |
| 1999 | 11.873    |
| 2000 | 11.794    |
| 2001 | 11.731    |
| 2002 | 11.713    |
| 2013 | 10.616    |
| 2022 | 12.571    |

## Infrastruktur

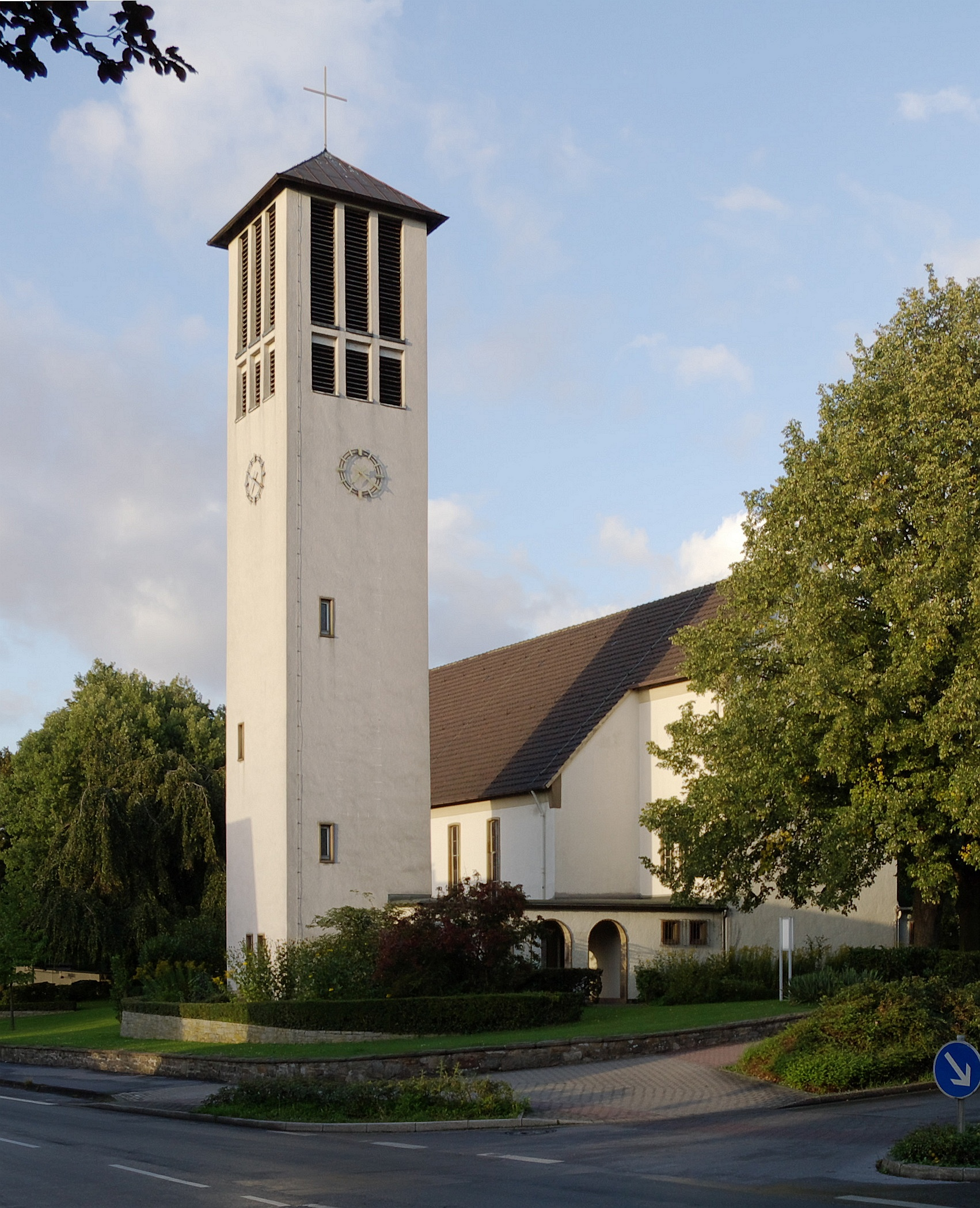
Die evangelische Friedenskirche

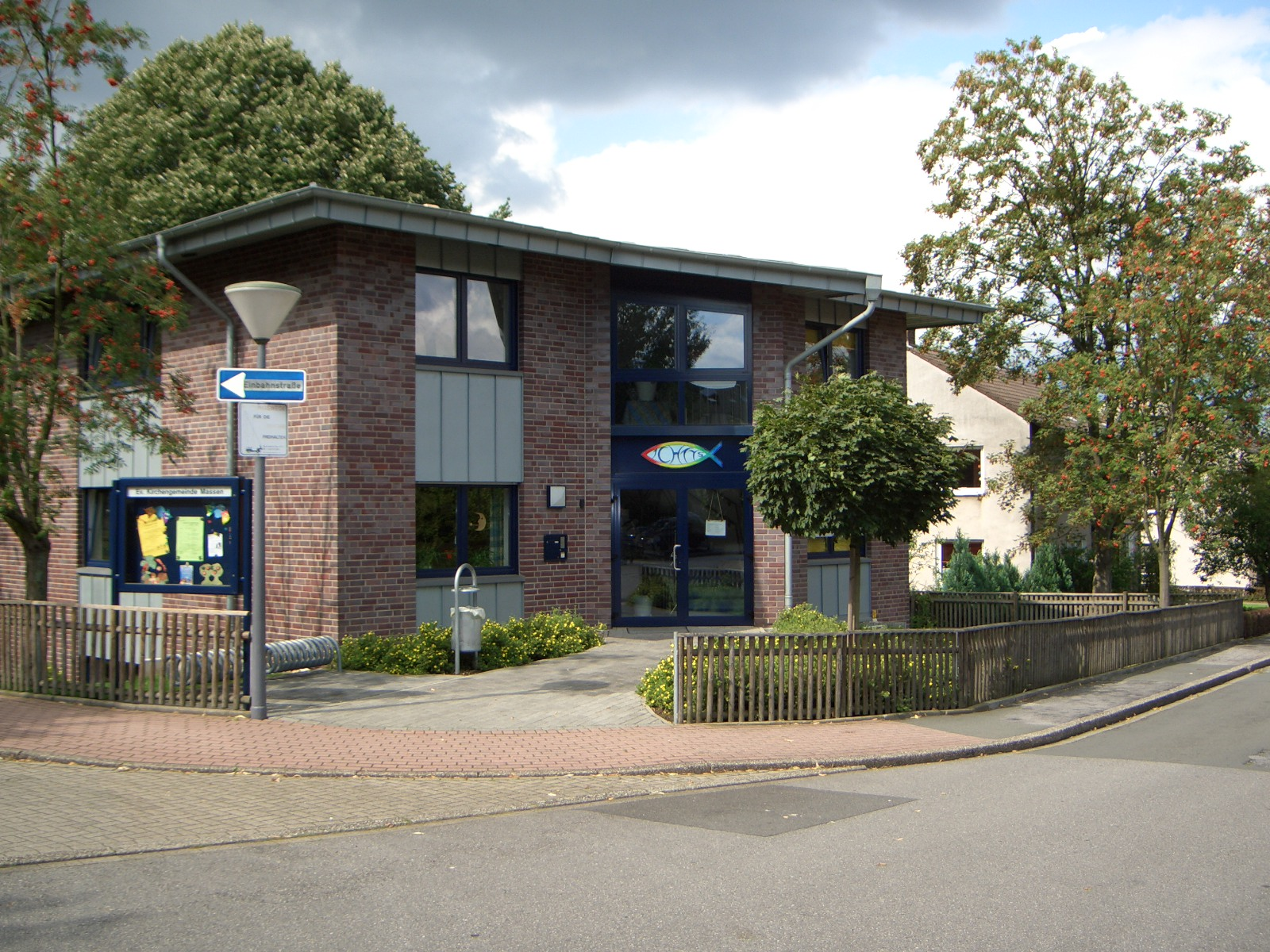
Ichtys-Haus

Unna-Massen ist durch die Linie 4 Dortmund–Lütgendortmund–Unna der S-Bahn Rhein-Ruhr mit den Innenstädten von Dortmund und Unna verbunden.
| Linie | Verlauf | Takt                                              |
| ----- | --- | ------------------------------------------------- |
| S 4   | DO-Lütgendortmund – DO-Somborn – DO Germania – DO-Marten Süd – DO-Dorstfeld – Dortmund West – DO-Möllerbrücke – DO-Stadthaus – DO-Körne West – DO-Körne – DO-Knappschaftskrankenhaus – DO-Brackel – DO-Asseln Mitte – DO-Wickede West – DO-Wickede – Massen – Unna-Königsborn – Unna West – Unna Stand: Fahrplanwechsel Dezember 2023 | 30 min 15 min (Lütgendortmund–Königsborn zur HVZ) |

Massen ist neben Afferde der einzige Stadtteil Unnas, welcher innerhalb des Dortmunder Autobahnringes liegt. Östlich des Stadtteils verläuft die A1 in Nord-Süd-Richtung. Die B1 verläuft zwischen Obermassen und der Massener Heide in Ost-West-Richtung.
Innerhalb Massens gibt es zwei große Hauptstraßen. Der Hellweg bildet eine Ost-West-Verbindung und die Kleistraße eine Nord-Süd-Verbindung.
Die Verkehrsgesellschaft Kreis Unna (VKU) betreibt zudem Buslinien durch Massen. Es ist auch ein Park-and-ride-System vorhanden.

## Schulen
In Massen gibt es zurzeit drei Schulen: zwei Grundschulen (Sonnenschule in Obermassen und Schillerschule in Niedermassen) und die Hellweg-Realschule.
Die Gerhart-Hauptmann-Schule für Flüchtlinge und Migranten in Massen-Nord wurde geschlossen. Seit dem 31. Mai 2011 gibt es auf dem Gebiet der ehemaligen Gerhart-Hauptmann-Schule eine private Hochschule mit 17 Studiengängen in den Bereichen Management, Sport und Gesundheit.

## Kultur/Sport

### Spielplätze, Jugendangebote, Feuerwehr
Für Kinder existieren Spielplätze, das Jugendhaus der evangelischen Kirchengemeinde, ein Bolzplatz an der Virchowstraße sowie Jugendabteilungen der Sportvereine und der Freiwilligen Feuerwehr.

### Sportvereine und -stätten
Folgende Sportvereine gibt es in Massen: SG Massen Fuß- und Handball, SGH Unna Massen (Handball), FSG Massen, EVC Massen Volleyball und 1.TC Massen Tennis. Zudem gibt es eine DLRG-Ortsgruppe. Chöre in Massen: MGV Glückauf Massen 1880, MGV Cantus 1880 und Chor 72. Der Verein HSM betreibt seit über zehn Jahren das Massener Hallenbad an der Königsborner Straße; sonntags werden dort unentgeltliche Schwimmzeiten angeboten.
Zwischen 1982 und 2012 befand sich an der Kleistraße das Sole- und Freizeitbad Unna-Massen. Der Betrieb wurde jedoch 2009/2010 eingestellt und der Komplex im Jahr 2012 abgerissen.
In der Massener Heide besteht ein Reitsportzentrum.

## Veranstaltungen
Jährlich im Advent findet auf dem Gemeindeplatz ein dreitägiger Weihnachtsmarkt statt, den der Gewerbeverein Massen organisiert. Im Abstand von zwei bis drei Jahren wird auf dem Massener Hellweg eine Kirmes, der Massener Hellweg Rummel, ausgerichtet.
Immer am ersten Wochenende im Januar messen sich Damenfußballmannschaften aus ganz Deutschland in Unna. Der Damen- und Mädchenbereich der SG Massen veranstaltet eines der größten bundesweiten Kunstrasenturniere, den „DamenCup“.

## Bergbau

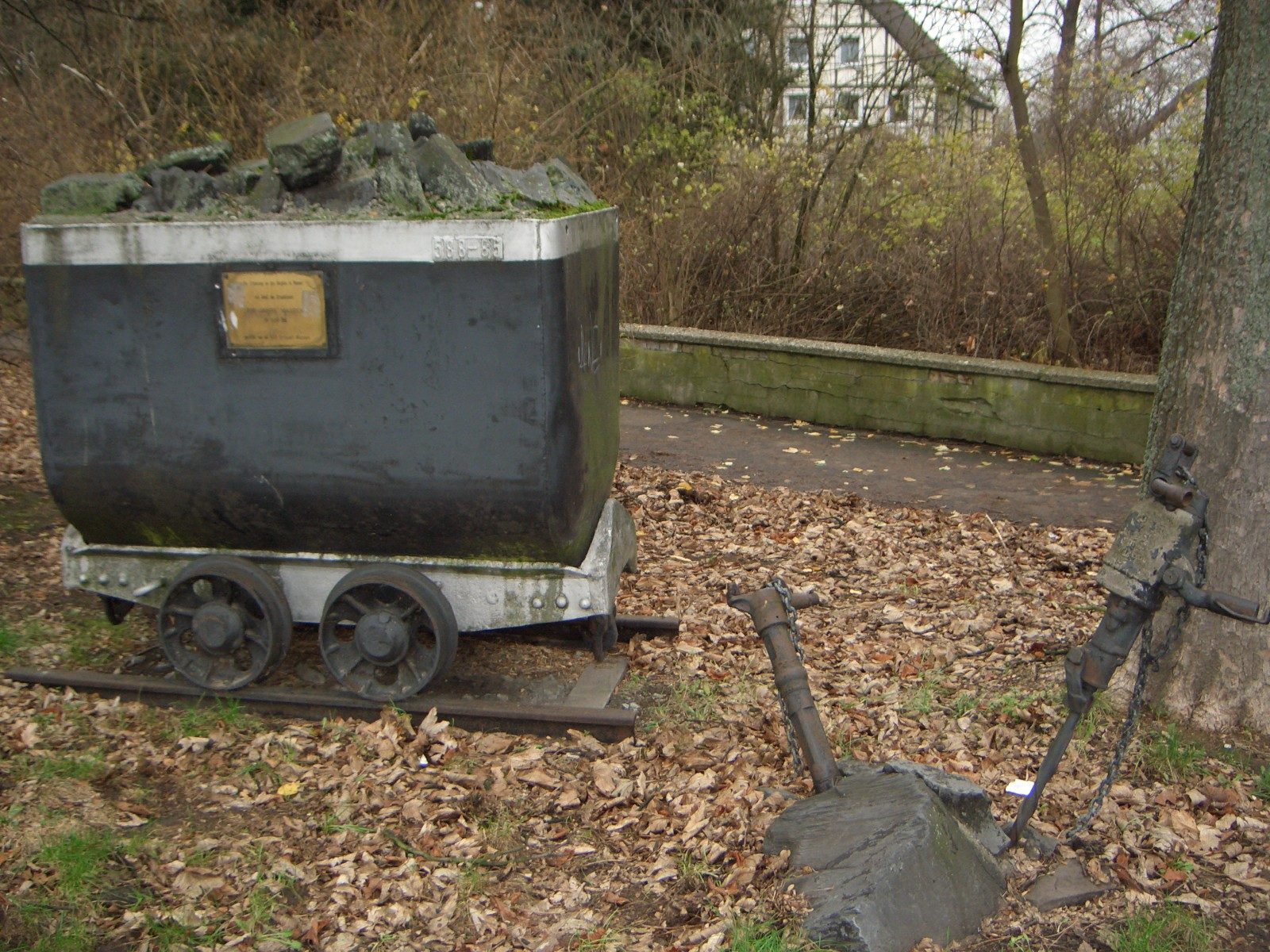
Förderwagen am Massener Hellweg

In Massen begann der Bergbau 1827, als Gisbert Christian Friedrich Freiherr von Romberg, Besitzer des Hauses Massen, beim Bergrevier die Auffahrung des Romberger Erbstollens beantragte. Dieser Stollen sollte die Bergwerke im Raum Holzwickede-Aplerbeck-Sölde entwässern. 1829 begann man mit der Auffahrung des Romberger Erbstollens, der eine Breite von 1,40 m und eine Höhe von 2,30 m hatte. Das Stollenmundloch befand sich am Massener Bach, nahe der heutigen Straße Im Kamp. Zeitweise waren bis zu 80 Bergleute damit beschäftigt, den Erbstollen vom Massener Bach aus durch die Mergeldecke nach Südwesten in Richtung Holzwickede vorzutreiben. Die Arbeiten gingen zunächst zügig voran, bis 1833 wurde der Durchschlag mit drei geteuften Lichtlöchern hergestellt. Im Laufe der Zeit aber erschwerten klüftiger Mergel und hohe Wasserzuflüsse den weiteren Vortrieb des Romberger Erbstollens, so dass das 4. Lichtloch im Bereich „Zur Alten Colonie“ in Holzwickede erst 1837 erreicht werden konnte. Nachdem der Stollen 1838 eine Länge von 2365 Metern erreicht hatte, wurde der Vortrieb im gleichen Jahr wegen erneuter starker Wasserzuflüsse und Wasserentziehungs-Klagen durch Grundbesitzer endgültig eingestellt. Das Steinkohlengebirge hatte der Romberger Erbstollen noch nicht erreicht. In den 1850er und 1860er Jahren nutzte die Zeche Vereinigte Norm, die ein Schacht auf den 3. Lichtloch abgeteuft hatte, diesen Erbstollen zur Wasserlösung.

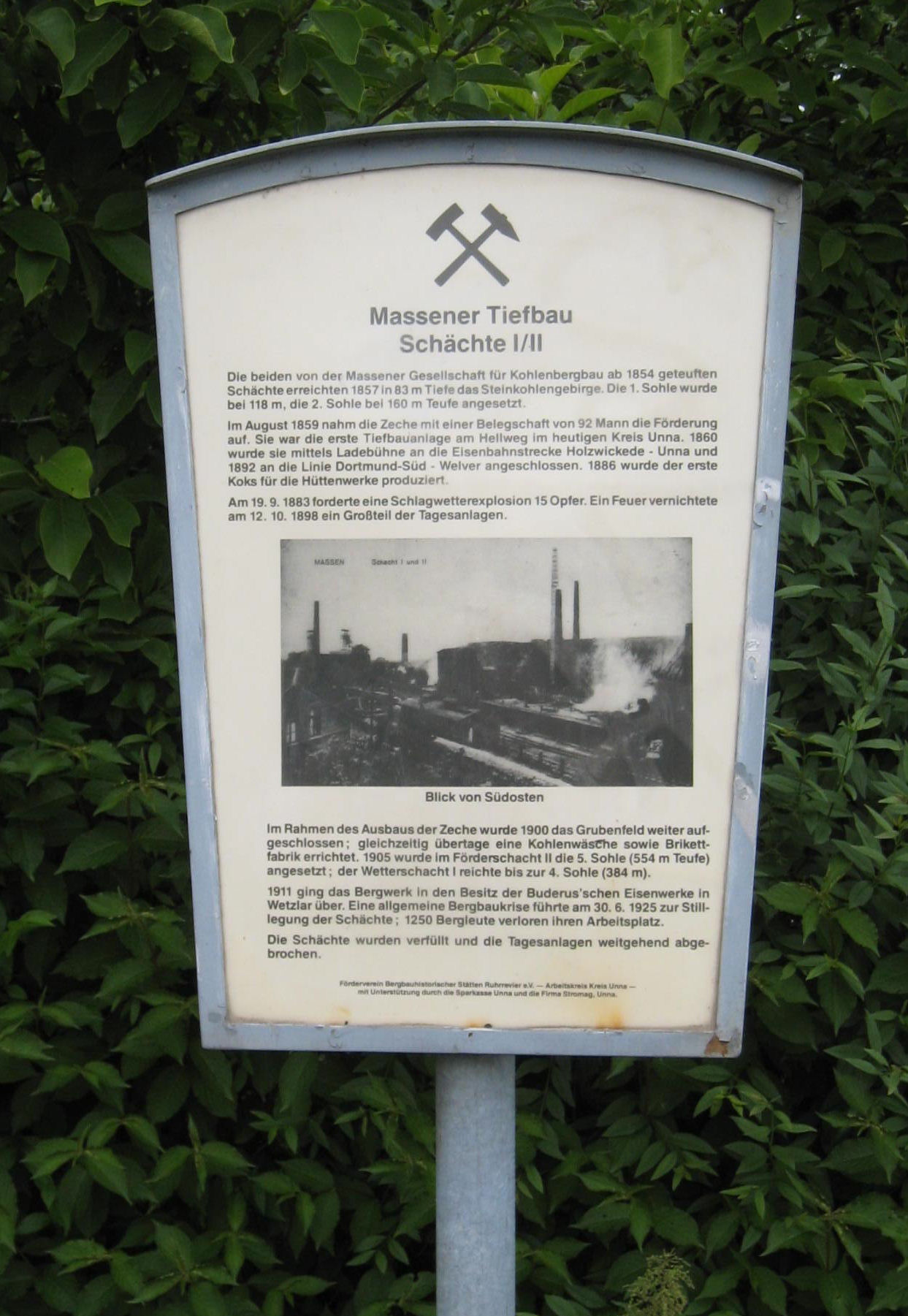
Informationstafel zum Bergwerk Massener Tiefbau

Der Gedanke des Kohlenbergbaus in Massen wurde erst 1853 wieder aufgegriffen. Es wurde eine Massener Gesellschaft für Kohlebergbau gegründet. Im Jahr 1855 begann das Abteufen der Schächte 1 und 2 der Zeche Massener Tiefbau. Auf den Schächten 1 und 2 der Zeche Massen wurde im Jahr 1859 die erste Kohle gefördert. Die Belegschaft bestand zu dieser Zeit aus 92 Bergmännern. Es wurde eine Eisenbahnverbindung zwischen den Schachtanlagen und der Strecke Holzwickede-Unna angelegt.
1860 konnten 3686 Tonnen Kohle gefördert werden. In den folgenden Jahren entstand eine hohe Anzahl an Arbeitsplätzen auf der Zeche. Daher wurden für die Bergleute einige Zechensiedlungen gebaut, zum Beispiel die Kolonien Im Kamp und An der Ladebühne. Ab 1882 wurden auf der Zeche Massen eine Kokerei und eine Brikettfabrik betrieben.
Im Jahre 1883 ereignete sich eine Schlagwetterexplosion mit 15 Toten und drei Verletzten. Die Massener Bergleute beteiligen sich am Bergarbeiterstreik von 1889. Ein Jahr später zerstörte ein Brand das Schachtgebäude des Förderschachtes vollständig. 1895 wurde mit dem Abteufen für den Schacht III begonnen; diese Arbeiten kosteten 4.136.112 Mark. Zwei Jahre später konnte mit der Förderung von Kohle begonnen werden. Zu diesem Zeitpunkt betrug die gesamte Belegschaft der Schächte 1, 2 und 3 1772 Mann. Zur Jahrhundertwende arbeiteten 2301 Bergleute auf der Zeche Massen. Ein Jahr später wurde das Abteufen am Schacht 4 beendet, und der Schacht wurde in Betrieb genommen.
1910 wurde die Bergbau-Aktiengesellschaft „Massen“ von der AG Buderus'sche Eisenwerke übernommen und zum 1. Januar 1911 vollständig in die neue Muttergesellschaft eingegliedert. Die höchste Jahresförderung wurde von 2.807 Beschäftigten 1913 mit 659.762 Tonnen erzielt. Als im Jahr 1915 die ersten Kriegsgefangenen (100 Russen) in Massen ankamen, wurden sie der Zeche als Arbeitskräfte zugeteilt. Mitten im Ersten Weltkrieg (1916) wurde eine Bergarbeiterkolonie (Buderuskolonie) gebaut. 1918 wurde nach der Abdankung des Kaisers durch einen Arbeiterrat eine Arbeitszeitverkürzung auf acht Stunden und eine Lohnerhöhung von 15 auf 17 Mark erreicht. Aus wirtschaftlichen Gründen wurden im Jahr 1925 die Zeche Massener Tiefbau von der AG Buderus’sche Eisenwerke geschlossen. Die Förderung der verbleibenden Kohlevorkommen übernahm fortan die Zeche Alter Hellweg. Somit wurden auf der Stelle 3621 Bergleute arbeitslos. Zur Zeit der Schließung betrug die Fördermenge 500.000 Tonnen pro Jahr.

## Persönlichkeiten
- August Rosterg (1870–1945), Generaldirektor der Wintershall AG und Mitglied im „Freundeskreis Reichsführer SS“
- Heinz Günther Tillmann (1924–2017), Mathematiker